# Sant Ferran d'Aragó
Sant Ferran d'Aragó és un sant llegendari, suposat bisbe de Caiazzo (Campània, Itàlia) al segle xi. En la realitat, no va existir i l'elaboració de la seva llegenda deu haver-se originat arran d'un error en la identificació d'unes relíquies de Sant Ferran III de Castella.

## Llegenda
Ferran d'Aragó hauria estat fill del rei Sanç III de Navarra, el Gran, comte d'Aragó, i d'Elvira, comtessa de Castella. Ferran seguí la carrera eclesiàstica. Va arribar a Itàlia i es va retirar com a eremita als boscos de Caiazzo.
La seva fama de santedat va fer que els fidels l'escollissin com al seu bisbe, poc després del 1070, quan havia mort el bisbe Argisi. Trobant-se en pelegrinatge a Alvignano va emmalaltir i, després de tres dies, va morir. Va ser sebollit a l'església de Santa Maria di Cubulteria i avui les seves relíquies són a la de San Sebastiano, a Alvignano.

## Historicitat i origen de la llegenda
A banda que cap dels infants reials de les cases regnants a Navarra, Aragó i altres regnes hispànics durant el segle xi poden ajustar-se a la llegenda, el suposat Ferran d'Aragó tampoc no encaixa a l'elenc de bisbes de Caiazzo dels segles x i xi. Els bisbes documentats són: Urso (ca. 967), Esteve (979 - 1021), Constantí (1088 - 1100), Estaci (1133 - 1154-59) i Guillem (1168-69 - 1180).
El Ferran de sang reial, provinent d'Espanya, coincideix, però, amb Sant Ferran III de Castella, que era venerat a Caiazzo i de qui n'havien arribat algunes relíquies. Això va fer néixer una llegenda popular que va confondre les dades i va donar lloc a una tradició local que va acabar arrelant i va traslladar-se al santoral. És un cas, habitual en l'època, de desdoblament d'un sant.